# یو مینهونگ
یو مینهونگ (انگلیسی: Yu Minhong؛ زاده ۱۵ اکتبر ۱۹۶۲) یک تاجر و مدیر شرکت نیو اورینتال است.